# Тушнаду Ноу (Харгита)
Тушнаду Ноу (рум. Tușnadu Nou) насеље је у Румунији у округу Харгита у општини Тушнад. Oпштина се налази на надморској висини од 654 m.

## Становништво
Према подацима из 2002. године у насељу је живело 1041 становника.

### Попис2002.
| Расподела становништва по националности 2002.‍ | Расподела становништва по националности 2002.‍ | Расподела становништва по националности 2002.‍ | Расподела становништва по националности 2002.‍ | Расподела становништва по националности 2002.‍ |
| --------------------------------------------- | --------------------------------------------- | --------------------------------------------- | --------------------------------------------- | --------------------------------------------- |
|                                               |                                               |                                               |                                               |                                               |
| Румуни                                        | Румуни                                        |                                               | 11                                            | 1,1%                                          |
| Мађари                                        | Мађари                                        |                                               | 899                                           | 86,4%                                         |
| Роми                                          | Роми                                          |                                               | 131                                           | 12,6%                                         |